# المركز التونسي الأمريكي
المركز التونسي الأمريكي منظمة غير ربحية تأسست سنة 1999، وتهدف لخدمة الجالية التونسية في أمريكا وتعزيز العلاقات بين تونس وأمريكا.